# Кмецинський Василь Михайлович
Василь Михайлович Кмецинський  (14 січня  1923, м. Дунаївці Хмельницької області — 6 листопада 1991, м. Камінь-Каширський Волинської області) — український історик, педагог, краєзнавець, дослідник Волинського Полісся, перший директор Камінь-Каширського краєзнавчого музею.

## Біографія
Василь Михайлович Кмецинський народився 14 січня 1923 року в місті Дунаївці Хмельницької області. Закінчив 9 класів Дунаївецької середньої школи і два курси Дунаївецької медичної школи (з 1939 по 1941 роки).
У вересні 1944 року Василь Кмецинський був мобілізований на фронт, воював у складі I Білоруського фронту 222 стрілецької дивізії. Під час форсування Одеру отримав тяжке поранення, тривалий час лікувався в госпіталі.
Після демобілізації в 1946 році він закінчує 10-й клас Дунаївецької середньої школи і вступає на філологічний факультет Чернівецького університету. Тут знайомиться з майбутньою дружиною Вірою Григорівною. У 1952 році подружжя переїжджає до Камінь-Каширського за направленням на роботу в Камінь-Каширське педагогічне училище. У 1958 році Василя Кмецинського призначають директором міської школи, пізніше інспектором райвно, а згодом — вчителем української мови та літератури Камень-Каширської середньої школи.
Після переїзду на Волинь Василь Михайлович одразу починає колекціонувати речові пам'ятки, які відображають історію краю, залучає до їх збору своїх учнів, записує легенди і перекази в навколишніх селах, досліджує життя полісян. За активної участі Василя Кмецинського 23 грудня 1980 р. на підставі рішення № 303 виконавчого комітету Камінь-Каширської районної ради народних депутатів в місті створюють Камінь-Каширський краєзнавчий музей. Першим його директором на громадських засадах і автором експозиції став саме В. Кмецинський. Він очолював музей до 1988 року.
Василь Михайлович — один із перших сучасних краєзнавців, який досконало і ретельно досліджував історію Камінь-Каширщини. Його нарис «Місто над Циром» — перша історична упорядкована публікація про стародавній Камінь. Ця тема продовжується в статтях «Роман Мстиславович — засновник Каменя-Каширського і навколишніх сіл», «Середньовічні пам'ятки Камінь-Каширщини», «Давнина, що відлунює в назвах», дослідженнях про діяльність антифашистських груп на території району в роки війни, партизанські школи на Волині.
Василь Кмецинський укомплектував фонд уродженця м. Каменя-Каширського член-кореспондента АН УРСР, вченого-шевченкознавця Євгена Шабліовського.
Краєзнавець постійно листувався з архівами України, Білорусі, Росії, замовляв рідкісну історичну літературу, ретельно опрацьовував документи.
У 2013 році на честь 90-річчя від дня народження Василя Кмецинського на фасаді приміщення Камінь-Каширського краєзнавчого музею відкрили пам’ятну дошку. У Камені-Каширському одна з вулиць названа на честь Василя Кмецинського. А Камінь-Каширською районною радою призначено премію  імені Василя Кмецинського за краще історико-краєзнавче дослідження.

## Галерея

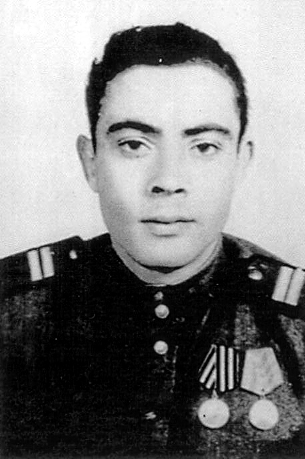
В. Кмецинський. Кінець 40-х років ХХ ст.
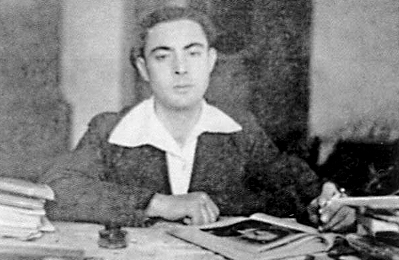
В.Кмецинський — студент Чернівецького університету.
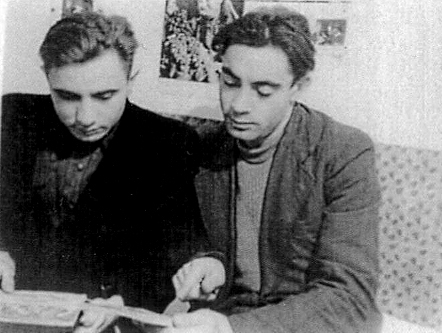
В. Кмецинський з другом. 50-і роки XX ст. Чернівці.
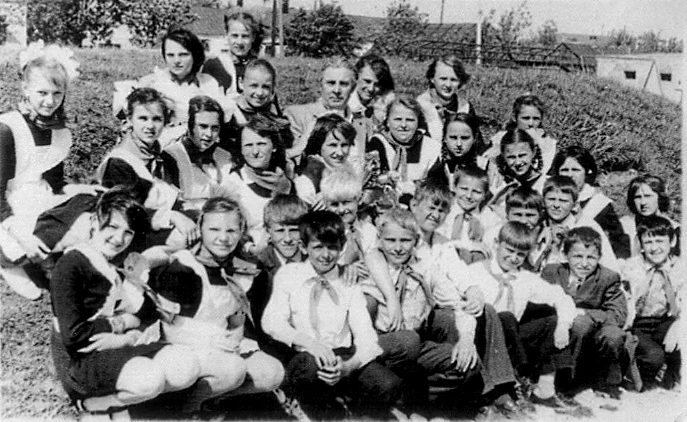
В.Кмецинський з вихованцями. Кінець 70-х років XX ст.
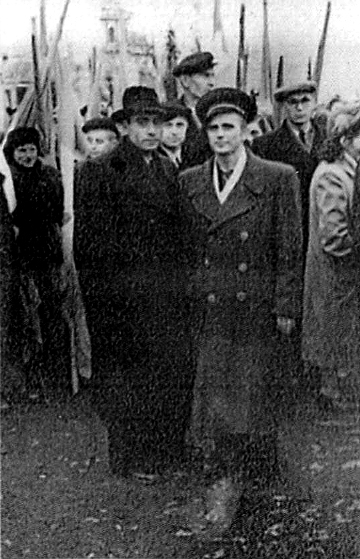
В.Кмецинський на демонстрації. 50-і роки XX ст. Камінь-Каширський.
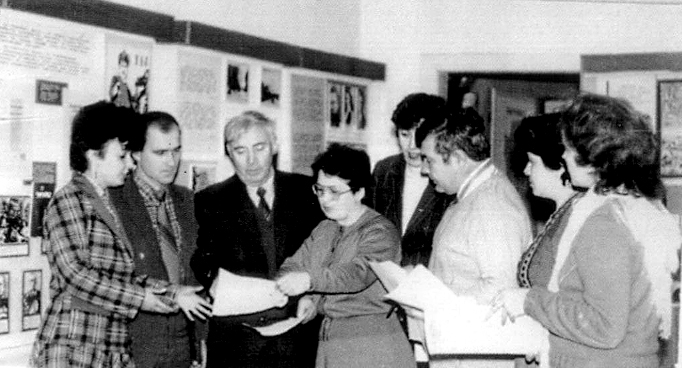
В. Кмецинський з відвідувачами музею. 80-і роки XX ст.